# Estadio Corona
Estadio Corona – domowy stadion meksykańskiego klubu piłkarskiego Santos Laguna. Znajduje się w mieście Torreón, w stanie Coahuila. Obecnie jest w stanie pomieścić 30 tys. kibiców podczas meczów piłkarskich oraz 20 tys. podczas specjalnych uroczystości, na przykład koncertów muzycznych. Koszt budowy stadionu wynosił ponad 100 milionów dolarów. Jest zlokalizowany w ośrodku sportowym Territorio Santos Modelo. Arena zastąpiła stary obiekt Santos Laguny,  Estadio Corona, który został zbudowany w 1970 roku i mógł pomieścić 20 tys. widzów.